# رانتساو (آمت)
رانتساو (به آلمانی: Amt Rantzau) یک منطقهٔ مسکونی در آلمان است که در شلسویگ-هولشتاین واقع شده‌است. رانتساو ۸٬۲۲۷ نفر جمعیت دارد.